# صابوغة
الصابوغة (الاسم العلمي: Sprattus) هي جنس من الأسماك تتبع الفصيلة الرنكات من رتبة الصابوغيات.

## أنواع الصابوغة
- صابوغة نيوزيلاندية
- صابوغة فوكلاندية
- صابوغة مولرية
- صابوغة أسترالية
- صابوغة أوروبية